# Niccolò Chiarini
Niccolò Chiarini detto Caino (Siena, 12 marzo 1784 – Siena, 25 settembre 1836) è stato un fantino italiano.
Tra i più vittoriosi nella storia del Palio di Siena, disputò in Piazza del Campo 58 carriere (oltre a due in cui non poté correre per l'infortunio del proprio cavallo), conquistandone 14. Tutt'oggi si trova, alla pari con Aceto e Pavolino, alle spalle soltanto di Bastiancino e del Gobbo Saragiolo, autori di 15 successi.
Nella sua carriera, Caino stabilì una serie di record tuttora imbattutti. 
Anzitutto, insieme con Dorino e Tittìa, è uno dei soli tre fantini che siano stati capaci di centrare per ben tre volte il "cappotto personale", vincendo ambedue i Palii ordinari del 1805, del 1810 e del 1816.
Con il Gobbo Saragiolo condivide il record di 34 Palii corsi consecutivamente, nel suo caso dal 16 agosto 1813 al 16 agosto 1829.
Assieme al fratello Giuseppe, detto Gobbo Chiarini, e a Ciocio, Caino è uno dei soli tre fantini che abbiano corso almeno una volta in ognuna contrada.
Infine, condivide con Pavolino il record di vittorie con dieci contrade differenti.

## Carriera
Caino esordì con la Pantera al Palio del 16 agosto 1799.
Il 16 agosto 1804, colse la prima vittoria per l'Oca, avendo la meglio in un duello con il dragaiolo Farfallino, che riuscì a disarcionare da cavallo.
Già il 1805 consacrò Caino fra i migliori fantini senesi. A luglio, portò alla vittoria l'Istrice dopo aver battagliato con Piaccina e col fratello Gobbo Chiarini, portacolori rispettivamente di Selva e Giraffa.
Ad agosto, i due fratelli Chiarini unirono le forze: Giuseppe passò alla Selva e, alla mossa, trattenne Giuseppetto, fantino della favorita Torre, agevolando la partenza di Niccolò, nella Giraffa. Questi, dopo aver superato Piaccina, partito in testa per il Leocorno, colse la terza vittoria, centrando il suo primo "cappotto personale".
Piaccina ebbe la sua rivincita a luglio dell'anno seguente, quando, col giubbetto del Valdimontone, precedette Caino nel Nicchio.
Non miglior esito ebbero i Palii successivi. In particolare, Caino fu sfortunato nelle due carriere del 1807: a luglio, partito primo per il Bruco, subì l'ostacolo del fantino lecaiolo Vecchia e dell'aquilino Biggéri, che ne compromisero le possibilità di vittoria; ad agosto, per la Lupa, terminò secondo dietro Mattiaccio nella Giraffa, che lo superò "per la sola testa del cavallo".
Ma il 16 agosto 1808 giunse la quarta vittoria di Caino, conquistata per la sua contrada d'esordio, la Pantera.
Nel 1810 il Chiarini colse nuovamente un "cappotto personale", trionfando il 2 luglio per l'Onda e il 16 agosto per l'Oca.
Meno fortunate furono le carriere del 1811, che videro Caino partire in testa a luglio per l'Onda e condurre per parte della carriera ad agosto per la Pantera, senza però giungere primo al termine.
Particolare fu poi quanto accadde al Palio del 2 luglio 1812, allorché il Chiarini vestiva i colori del Drago. Almeno una cronaca riporta il sospetto di un accordo di Caino con Vecchia, fantino del Valdimontone, e il civettino Piaccina, al fine di favorire quest'ultimo. Caino e Vecchia, giunti primi al terzo e ultimo Casato, avrebbero qui finto di ostacolarsi, permettendo alla Civetta di superarli e vincere.
Al Palio di agosto del 1813, con la Tartuca, risale la settima vittoria di Caino, favorita dall'ostilità di gran parte degli altri fantini verso Piaccina (vittorioso a luglio e accusato di non aver voluto spartire con i colleghi i proventi del successo) e da un livellamento verso il basso dei barberi operato dai capitani, che, secondo una cronaca, scelsero "dieci cavalli tutte carogne per avere più facilmente l'uguaglianza".
Il 2 luglio 1815 Caino sfiorò, col giubbetto della Selva, l'ottava vittoria: partito in testa, fu superato al terzo San Martino dall'Aquila con Ciccina.
Ma dal successivo Palio di agosto la carriera del Chiarini giunse al suo apice, con ben sei vittorie in meno di quattro anni.
Il 16 agosto 1815, a dorso di un cavallo di sua proprietà, Caino trionfò per il Leocorno, superando di pochissime incollature Brandino, fantino della Lupa.
Nel 1816 dominò ambedue i Palii, conducendoli fin dalla mossa, e regalando il successo al Bruco a luglio e alla Torre ad agosto.
Non pago del terzo "cappotto personale", Caino colse l'undicesima vittoria, la quarta consecutiva, a luglio 1817 per la Tartuca, montando il baio scuro di Stanislao Pagliai, il cavallo più vittorioso nella storia del Palio, dopo aver superato al primo San Martino la Chiocciola con Ferrino.
Ad agosto mancò la vittoria per l'Onda, ma il dodicesimo successo giunse a luglio del 1818, allorché conquistò per il Bruco, ancora sul baio scuro del Pagliai, l'ennesimo Palio condotto sin dalle prime battute. In tale occasione fu di nuovo determinante l'aiuto del fratello Gobbo Chiarini, il quale, col giubbetto dell'Oca, trattenne sin dalla mossa e per gran parte del primo giro Ciccina, fantino della Chiocciola. Per tale gesto, il Gobbo Chiarini fu addirittura incarcerato per alcuni giorni, episodio a seguito del quale terminò la propria carriera.
L'anno dopo, al Palio straordinario del 30 marzo indetto per la venuta a Siena dell'imperatore Francesco I d'Austria, Caino trionfò per la Civetta: preso il comando della carriera dopo la caduta di Botto, fantino del Drago, al secondo San Martino, seppe rintuzzare i tentativi di recupero di Ciccina, portacolori della Torre.
La tredicesima vittoria di Caino ne aprì, tuttavia, la parabola discendente: nonostante più Palii che lo videro protagonista (luglio 1820 nel Valdimontone, luglio 1822 per la Tartuca, settembre 1823 per l'Istrice), il successo gli sfuggì per più di sei anni, complici anche due carriere non disputate (ad agosto del 1822 e del 1823, rispettivamente per l'Onda e la Giraffa) per l'infortunio del cavallo.
Il 3 luglio 1825 corse per l'Onda, la quale lo confermò per il Palio di agosto. In tale occasione, Caino confermò le sue doti di ottimo partente: scattato nettamente primo alla mossa, accumulò presto un vantaggio considerevole sulle altre contrade e, anche a causa dell'erroneo scoppio del mortaretto al secondo giro, che indusse più fantini a fermarsi, vinse per la quattordicesima volta.
La carriera di Caino proseguì per altri cinque anni, tuttavia senza nuove vittorie. Ormai quarantasettenne, chiuse la propria esperienza paliesca il 2 luglio 1831 con la Giraffa.

## Morte
Caino morì il 25 settembre 1836 in occasione di una corsa con cavalli scossi indetta dall'Oca nell'ambito delle celebrazioni di un'immagine della Madonna custodita dalla contrada.
Ciascuno degli animali partecipanti era tenuto fermo alla partenza con una corda da un barbaresco: tra questi vi era Caino, che, tuttavia, al momento della mossa, non lasciò subito andare andare il proprio cavallo. Questo partì ugualmente e trascinò Caino a terra per alcuni metri, finendo poi per colpirlo alla testa con uno zoccolo.
Immediatamente soccorso dalla Misericordia, Caino fu ricoverato all'Ospedale di Santa Maria della Scala, ma per la grave ferita riportata spirò la sera stessa.
Fu sepolto al Cimitero del Laterino.

## Famiglia
Caino apparteneva a una famiglia di fantini.
Uno era il menzionato fratello Giuseppe, detto Gobbo Chiarini, che collezionò una vittoria su 41 partecipazioni.
Il figlio Salvatore (deceduto tre anni prima del padre) fu a propria volta fantino di Piazza col soprannome di Figlio di Caino: corse 9 Palii tra il 1821 e il 1828, senza mai affermarsi.
Infine, fu post mortem consuocero di Tommaso Giannelli detto Beccamorto (un Palio corso per l'Oca nel 1842), uno dei cui figli sposò nel 1841 Rosa, la figlia di Caino.

## Presenze al Palio di Siena
Le vittorie sono evidenziate ed indicate in neretto.
| Palio             | Contrada     | Cavallo                   | Note      |
| ----------------- | ------------ | ------------------------- | --------- |
| 16 agosto 1799    | Pantera      | Sauro di F. Nepi          |           |
| 3 luglio 1800     | Selva        | Morello di G. Pignotti    |           |
| 17 agosto 1800    | Chiocciola   | Morello di L. Salimbeni   |           |
| 16 agosto 1802    | Pantera      | Baio di A. Pistoj         |           |
| 8 settembre 1803  | Onda         | Morello di P. Ortolani    |           |
| 2 luglio 1804     | Oca          | Grigio di P. Ortolani     |           |
| 16 agosto 1804    | Oca          | Grigio di D. Pasquini     |           |
| 20 agosto 1804    | Bruco        | Grigio di D. Pasquini     | scosso    |
| 2 luglio 1805     | Istrice      | Morello di A. Bandini     |           |
| 16 agosto 1805    | Giraffa      | Morello di A. Bandini     |           |
| 3 luglio 1806     | Nicchio      | Morello di G. Petri       |           |
| 17 agosto 1806    | Civetta      | Baio di G. Manetti        | scosso    |
| 3 luglio 1807     | Bruco        | Morello di G. Petri       |           |
| 16 agosto 1807    | Lupa         | Morello di G. Petri       |           |
| 2 luglio 1808     | Civetta      | ?                         |           |
| 16 agosto 1808    | Pantera      | Baio di G. Neri           |           |
| 14 maggio 1809    | Pantera      | Morello di G. B. Gigli    |           |
| 16 agosto 1809    | Civetta      | Morello di L. Fineschi    |           |
| 2 luglio 1810     | Onda         | Morello di S. Pezzuoli    |           |
| 16 agosto 1810    | Oca          | Baio di A. Bandini        |           |
| 2 luglio 1811     | Onda         | Morello di B. Neri        |           |
| 16 agosto 1811    | Pantera      | Morello di V. Mariotti    |           |
| 2 luglio 1812     | Drago        | Baio di A. Felli          |           |
| 16 agosto 1812    | Giraffa      | Baio di G. Bani           |           |
| 16 agosto 1813    | Tartuca      | Baio di G. Lippi          |           |
| 2 luglio 1814     | Oca          | Morello di A. Fabbri      |           |
| 17 agosto 1814    | Tartuca      | Baio di G. Taddei         |           |
| 2 luglio 1815     | Selva        | Morello di G. Batazzi     |           |
| 16 agosto 1815    | Leocorno     | Baio di N. Chiarini       |           |
| 2 luglio 1816     | Bruco        | Baio di S. Pagliai        |           |
| 16 agosto 1816    | Torre        | Baio di G. B. Bonelli     |           |
| 2 luglio 1817     | Tartuca      | Baio di S. Pagliai        |           |
| 17 agosto 1817    | Onda         | Baio di L. Magnelli       |           |
| 2 luglio 1818     | Bruco        | Baio di S. Pagliai        |           |
| 16 agosto 1818    | Nicchio      | Morello di E. Barbetti    |           |
| 19 agosto 1818    | Pantera      | Baio di L. Regoli         |           |
| 30 marzo 1819     | Civetta      | Morello di N. Chiarini    |           |
| 2 luglio 1819     | Pantera      | Baio di A. Lippi          |           |
| 17 agosto 1819    | Lupa         | Baio di S. Pagliai        |           |
| 2 luglio 1820     | Valdimontone | Baio di S. Pagliai        |           |
| 16 agosto 1820    | Torre        | Morello di G. Bagnoli     |           |
| 2 luglio 1821     | Onda         | Morello di L. Lenzi       |           |
| 16 agosto 1821    | Bruco        | Baio di F. Masoni         |           |
| 2 luglio 1822     | Tartuca      | Grigio di S. Felli        |           |
| 18 agosto 1822    | Onda         | Sauro di G. Soldatini     | Non corre |
| 2 luglio 1823     | Drago        | Grigio di S. Felli        |           |
| 17 agosto 1823    | Giraffa      | Baio di G. Bonzi          | Non corre |
| 27 settembre 1824 | Istrice      | Morello di C. Faleri      |           |
| 3 luglio 1825     | Onda         | Baio di G. Barbetti       |           |
| 16 agosto 1825    | Onda         | Morello di G. Bianciardi  |           |
| 2 luglio 1826     | Leocorno     | Morello di G. Batazzi     | scosso    |
| 16 agosto 1826    | Valdimontone | Baio di G. Batazzi        | scosso    |
| 2 luglio 1827     | Valdimontone | Baio di G. Batazzi        |           |
| 17 agosto 1827    | Bruco        | Morello di G. Iommi       |           |
| 2 luglio 1828     | Aquila       | Morello di E. Barbetti    |           |
| 17 agosto 1828    | Tartuca      | Baio di P. Buonfiglioli   |           |
| 2 luglio 1829     | Oca          | Morello di G. Batazzi     |           |
| 16 agosto 1829    | Aquila       | Baio di G. Batazzi        | scosso    |
| 16 agosto 1830    | Aquila       | Morello di L. Ravenni     | scosso    |
| 2 luglio 1831     | Giraffa      | Morello di G. Pasciarelli |           |

- Il 18 agosto 1822 ed il 17 agosto 1823 non poté correre a causa dell'infortunio al cavallo.